# Thuraya

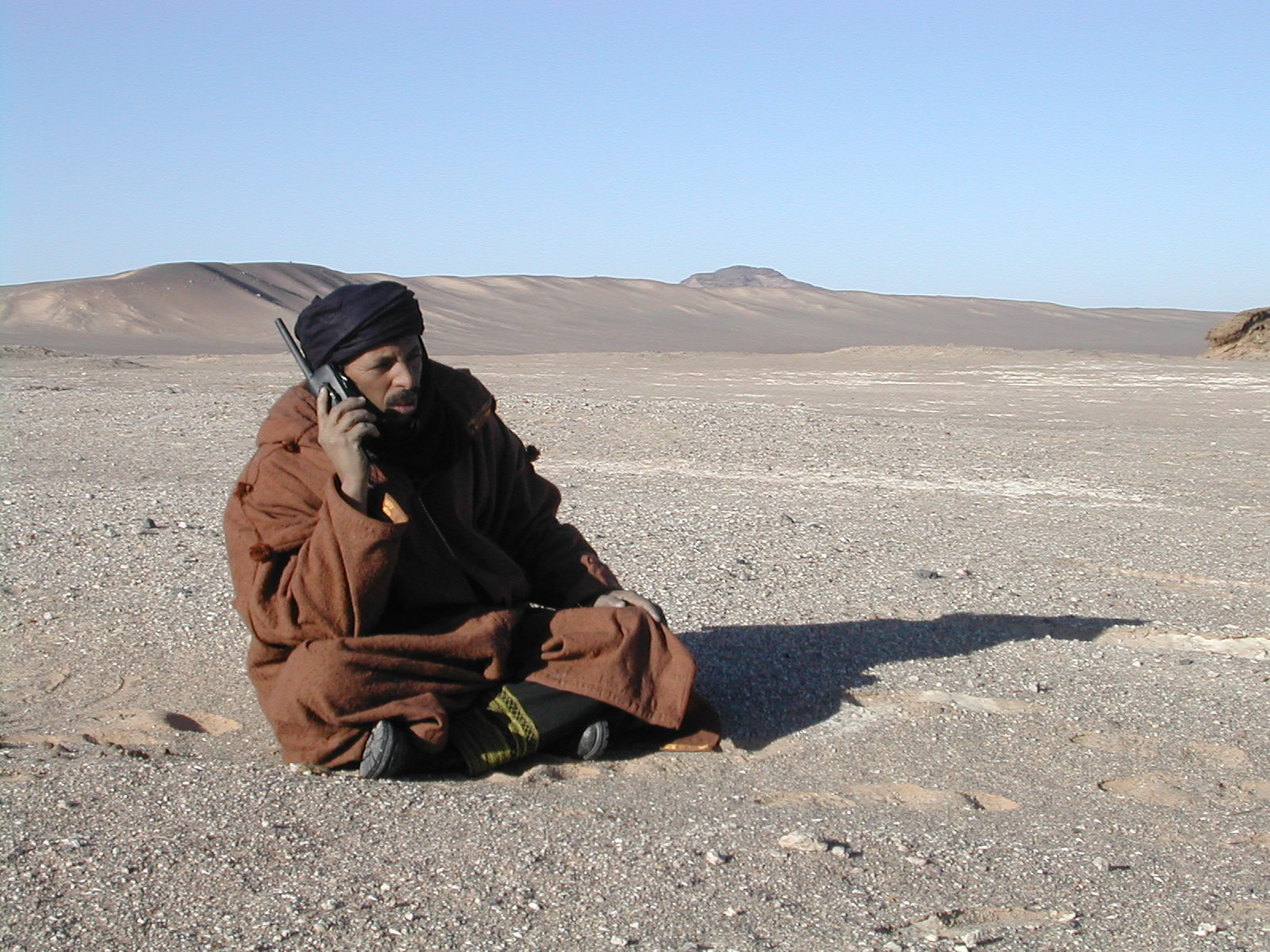

Thuraya (em árabe: الثريا, pronunciado [aθːuˈrajːa]), a partir do nome árabe para a constelação das Plêiades, "thurayya", é uma organização internacional provedor de serviços móveis via satélite com base nos Emirados Árabes Unidos. A empresa alega a operar em mais de 160 países em todo a Europa, Oriente Médio, África, Ásia e Austrália. Com mais de 350 parceiros de roaming em todo o mundo, a Thuraya é o operador de comunicações móveis por satélite que oferece apenas serviços de roaming GSM em redes móveis.
O uso de telefones por satélite da Thuraya foi proibido na Índia, em 2010, depois que a empresa não conseguiu convencer o governo indiano de que os seus serviços não poderia ser usado por terroristas que visam a Índia.
Fundada em 1997, os satélites da Thuraya permiti que dois terços da população do mundo possa comunicar-se em áreas não atendidas pelas redes terrestres. A organização fornece dados e soluções de comunicação via satélite de voz em locais remotos para a energia, mídia, governo, ONGs e setores marítimos.
A empresa já vendeu mais de 650 mil telefones portáteis via satélite desde o lançamento, em 2001. A Thuraya oferece o único modo dual de telefone via satélite, o Thuraya XT-DUAL, um aparelho que possui tanto GSM e capacidades de satélite. Além disso, a Thuraya oferece o modem de dados Thuraya IP, uma conexão de banda larga via satélite que oferece solução segura e rápida implantação com velocidades de até 444 kbit/s IP padrão.

## Satélites
| Satélite      | Fabricante               | Data do lançamento    | Veiculo de lançamento | Estado   |
| ------------- | ------------------------ | --------------------- | --------------------- | -------- |
| Thuraya 1     | Hughes                   | 21 de outubro de 2000 | Zenit-3SL             | Retirado |
| Thuraya 2     | Boeing                   | 10 de junho de 2003   | Zenit-3SL             | Ativo    |
| Thuraya 3     | Boeing                   | 15 de janeiro de 2008 | Zenit-3SL             | Ativo    |
| Thuraya 4-NGS | Airbus Defence and Space | 3 de janeiro de 2025  | Falcon 9 Block 5      | Ativo    |